# Біляївське повстання (1919)
Біляївське повстання — збройний виступ мешканців села Біляївка та навколишніх сіл Одеського повіту проти французьких військ і білогвардійців у листопаді 1919 року.

## Історія
Повстання розпочалося 21 листопада 1919 року. Основним ядром повстанців були робітники Одеського водопроводу, що містився в с. Біляївці. Білогвардійські та французькі загони, послані для придушення повстання, зазнали поразок. Французьке командування кинуло в район Біляївки війська, з'єднання з артилерією. Бої тривали до початку березня 1919 року. Повстанці розсіялися по навколишнім селам. Інтервенти вчинили криваву розправу над мирним населенням.